# Sălciua
Sălciua (veraltet Sălciva-de-jos; deutsch Sundorf, ungarisch Alsószolcsva) ist eine rumänische Gemeinde im Kreis Alba in der Region Siebenbürgen. Gemeindesitz ist Sălciua de Jos.

## Geographische Lage

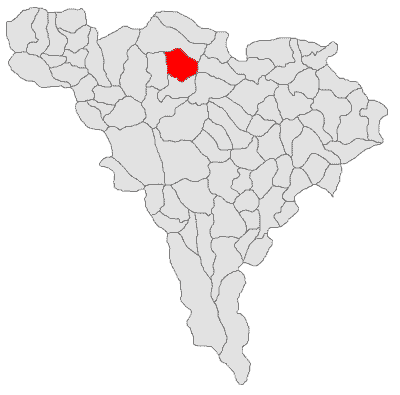
Lage der Gemeinde Sălciua im Kreis Alba

Die Gemeinde Sălciua liegt am Drum național 75, auf der linken Seite des Flusses Arieș, südöstlich des Muntele-Mare-Gebirges und nordwestlich des Trascău-Gebirges (Munții Trascăului) im Motzenland. Die nächste Stadt Baia de Arieș (Offenburg) befindet sich 15 Kilometer westlich; die Kreishauptstadt Alba Iulia (Karlsburg) etwa 120 Kilometer (38 km Luftlinie) südöstlich entfernt.
Die durch den Ort führende Kleinbahn Turda–Abrud (93 Kilometer) wurde 1912 in Betrieb genommen und 1998 stillgelegt.

## Geschichte
Der Ort Sălciua, eines der ältesten rumänischen Hörigendörfer, wurde (nach unterschiedlichen Angaben) 1379 oder 1365 erstmals unter der Bezeichnung Zolchwa urkundlich erwähnt. Er gehörte zur Domäne Eisenburg im Komitat Torda-Aranyos.
Auf dem Gebiet des Gemeindesitzes Sălciua de Jos sind nach Berichten von G. Téglás aus dem Jahr 1887 und M. Roska 1941/1942 archäologische Funde der Frühbronzezeit, gemacht worden. Auf dem Territorium des eingemeindeten Dorfes Sălciua de Sus wurden nach J. M. Ackner (1856) und C. Gooss (1876) in der Römerzeit am Fluss Arieș Goldwaschanlagen betrieben.
Die Hauptbeschäftigung der Bevölkerung sind die Forstwirtschaft, die Holzverarbeitung, die Viehzucht und die Kürschnerei.

## Bevölkerung
Die Einwohnerzahl blieb seit der ersten offiziellen Erfassung 1850 weitgehend stabil. 1850 lebten auf dem Gebiet der heutigen Gemeinde 2567 Einwohner; 2.512 davon waren Rumänen und 55 Roma. 1890 wurde mit 2530 die größte Bevölkerungszahl – und gleichzeitig die der Deutschen (14) – registriert. Die höchste Anzahl der Rumänen (2487) wurde 1956, der Ungarn (36) 1900 und die der Roma (66) 1930 ermittelt. Darüber hinaus bezeichneten sich 1910 zwei Einwohner als Slowaken, 1966 zwei und 1977 einer als Ukrainer. 2002 lebten in der Gemeinde noch 1785 Menschen (1780 Rumänen, drei Ungarn und zwei Roma).

## Sehenswürdigkeiten
- Die Holzkirche Sfânta Treime și Sfântul Prooroc Ilie im eingemeindeten Dorf Valea Largă, 1782 errichtet, steht unter Denkmalschutz.[10]
- Die Holzkirche Cuvioasa Paraschiva im eingemeindeten Dorf Sub Piatră, 1798 errichtet, im 19. Jahrhundert umgebaut und 2001 renoviert, steht unter Denkmalschutz.[10]
- Das Dorfmuseum, in einem alten Motzenhaus (2009 noch im Bau).
- Die Gemeinde ist auch Ausgangspunkt zum Kalksteinmassiv Scărișoara-Belioara, zur Tropfsteinhöhle Huda lui Papară und zur Höhle Poarta Zmeilor (Drachentor; 1100 m).

## Persönlichkeiten
- Valeriu Tabără (1949–2025), Agrarwissenschaftler, Hochschullehrer und Politiker